# 臺灣鹽務局
臺灣鹽務局是臺灣日治時期初期負責管理食鹽專賣事務的機關，成立於1900年4月，在臺灣各地設有鹽務局。其於1901年6月，與臺灣樟腦局和臺灣總督府製藥所同時被廢止，合併成為臺灣總督府專賣局，原本的鹽務局則改制為專賣局的各支局。

## 介紹
臺灣總督府在決定實施食鹽專賣的政策後，於1900年3月發布《臺灣鹽務局官制》，並於同年4月1日在臺灣各地設立了20處鹽務局；各地鹽務局負責食鹽販售、保管和檢查專賣事務，而新竹、布袋嘴、北門嶼、台南、打狗鹽務局兼責向臺灣的製鹽業者收購食鹽；基隆、淡水、新竹、後壠、鹿港鹽務局兼責外國鹽進口的業務。由於業務範圍過大，加上收購及販售機關分立的不便，有11處鹽務局於是在同月26日廢止，保留基隆、淡水、新竹、後壠、鹿港、布袋嘴、北門嶼、臺南和打狗9處鹽務局。1900年12月，臺灣總督府准許設置鹽務局出張所，以方便食鹽保管和取締事務進行。同月21日，布袋嘴鹽務局五條港出張所設立。1901年5月15日，鹿港鹽務局下海墘厝出張所設立。
此時，臺灣的專賣事務是由臺灣鹽務局、臺灣樟腦局和臺灣總督府製藥所管轄，分別掌管食鹽、樟腦和鴉片專賣事務；之後為了行政上的簡化及一致性，臺灣總督府於1901年6月1日將此三機構整併設立「臺灣總督府專賣局」，統一掌管各專賣事務。原本各地的鹽務局則在同時改為專賣局基隆支局、滬尾支局、油車港支局、後壠支局、鹿港支局、布袋嘴支局、北門嶼支局、打狗支局，繼續管理食鹽專賣事務。
之後，隨著臺灣本地的鹽產量逐漸增加，負責國外鹽進口的專賣局基隆、淡水、後壠（併入油車港支局）支局於是在隔年（1902年）被廢止，而外國鹽進口的事務僅剩油車港、鹿港支局負責，並在同時新設油車港支局塭仔頭出張所、打狗支局東港出張所。
| 名稱         | 位置         | 備註                       |
| ------------ | ------------ | -------------------------- |
| 臺北鹽務局   | 臺北縣臺北   | 1900年廢止                 |
| 淡水鹽務局   | 臺北縣滬尾   | 負責鹽進口                 |
| 基隆鹽務局   | 臺北縣基隆   | 負責鹽進口                 |
| 新竹鹽務局   | 臺北縣新竹   | 負責鹽進口，油車港鹽田製鹽 |
| 後壠鹽務局   | 臺中縣後壠   | 負責鹽進口                 |
| 大甲鹽務局   | 臺中縣大甲   | 1900年廢止                 |
| 臺中鹽務局   | 臺中縣臺中   | 1900年廢止                 |
| 鹿港鹽務局   | 臺中縣鹿港   | 負責鹽進口，鹿港鹽場製鹽   |
| 埔里社鹽務局 | 臺中縣埔里社 | 1900年廢止                 |
| 雲林鹽務局   | 臺中縣雲林   | 1900年廢止                 |
| 嘉義鹽務局   | 臺南縣嘉義   | 1900年廢止                 |
| 布袋嘴鹽務局 | 臺南縣布袋嘴 | 布袋鹽場製鹽               |
| 北門嶼鹽務局 | 臺南縣北門嶼 | 北門鹽場製鹽               |
| 臺南鹽務局   | 臺南縣臺南   | 臺南鹽場、七股鹽場製鹽     |
| 打狗鹽務局   | 臺南縣打狗   | 高雄鹽場製鹽               |
| 鳳山鹽務局   | 臺南縣鳳山   | 1900年廢止                 |
| 恆春鹽務局   | 臺南縣恆春   | 1900年廢止                 |
| 宜蘭鹽務局   | 宜蘭廳宜蘭   | 1900年廢止                 |
| 臺東鹽務局   | 臺東廳臺東   | 1900年廢止                 |
| 澎湖鹽務局   | 澎湖廳媽宮   | 1900年廢止                 |